# GK Dürnrohr
 (juillet 2023).
Si vous disposez d'ouvrages ou d'articles de référence ou si vous connaissez des sites web de qualité traitant du thème abordé ici, merci de compléter l'article en donnant les références utiles à sa vérifiabilité et en les liant à la section « Notes et références ».

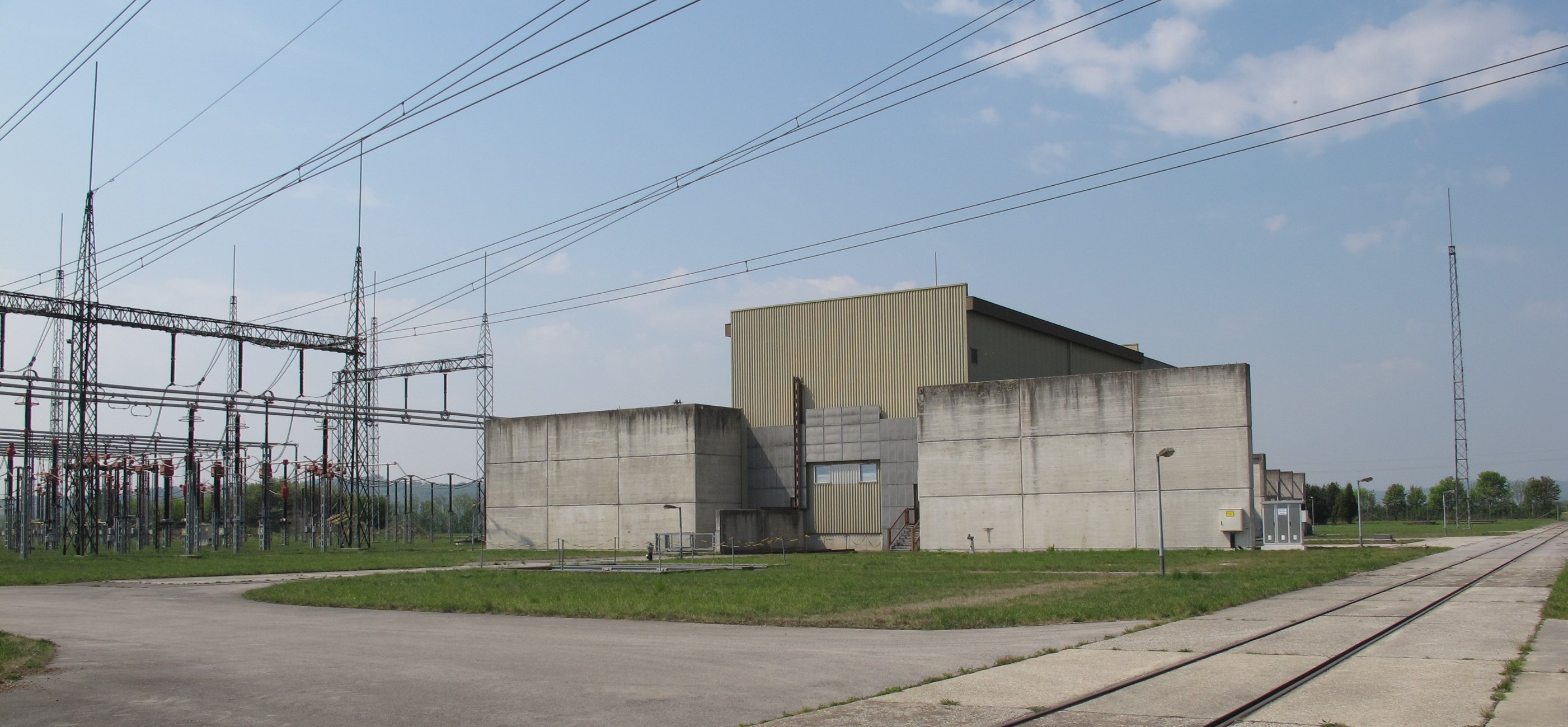
Poste de transformation de Dürnrohr ; salle de conversion de l'ancienne GKK Dürnrohr. Utilisée en 2011 comme entrepôt/atelier.

Le GK Dürnrohr est une installation de HVDC back to back (courant continu haute tension dont les deux extrémités sont sur le même site) qui a été utilisée pour la réalisation d'une interconnexion du réseau électrique autrichien avec le réseau tchèque. Elle a été utilisée de 1983 à 1996.
Cette installation a été construite par Siemens près de la ville de Zwentendorf an der Donau, à 50 km à l'ouest de Vienne, Basse-Autriche. La station, comportant 1056 thyristors, peut transporter une puissance de 550 MW sous une tension de service de 145 kV. Les pertes totales de l'installation sont de 1,4 % de la puissance transmise.

## Construction
Le projet de construction de cette station commença en 1975 après que l'Autriche et la Pologne aient conclu un accord d'échange d'énergie électrique par l'intermédiaire d'une ligne à haute tension traversant la Tchécoslovaquie. Les travaux de construction ont commencé à la fin de l'année 1980. Au début de 1982, la construction était assez avancée pour permettre l'installation des équipements électriques. Au milieu de 1983, la procédure de mise en fonctionnement de l'installation a commencé. Au milieu du mois de juin 1983, les premiers échanges expérimentaux d'énergie avec la Tchécoslovaquie ont eu lieu. L'inauguration officielle a eu lieu le 1er septembre 1983.

## Bâtiment
Le convertisseur statique de l'usine est placé dans un bâtiment en béton armé de 29,8 mètres de long, 15,4 mètres de large et 13,8 mètres de haut. Sur les côtés du bâtiment sont disposés deux baies abritant les transformateurs du convertisseur statique. Pour des raisons de protection anti-incendies les murs de la partie abritant le convertisseur statique font 20 cm d'épaisseur et sont équipés d'une isolation en laine de roche. Le bâtiment est entièrement recouvert de tôles galvanisées qui servent de blindage antiparasite et de protection contre les intempéries.
Le bâtiment abritant le convertisseur statique dispose également d'un cave abritant le système d'air conditionnée, le système de refroidissement par eau du convertisseur ainsi que le système de traitement des eaux.

## Transformateurs
Des deux côtés du convertisseur statique, il y a deux transformateurs triphasés de 335 MVA avec un rapport de transformation de 400:63. Le primaire de tous les transformateurs du convertisseur statique est couplé en étoile, tandis que de chaque côté du convertisseur, un transformateur a son enroulement secondaire couplé en étoile et l'autre en triangle. Les transformateurs dont le primaire et le secondaire sont couplés en étoile sont du même type que ceux dont le primaire est couplé en étoile et le secondaire en triangle. Néanmoins, les deux types de transformateurs ne sont pas identiques.

## Convertisseur statique
Le convertisseur statique, défini comme un redresseur/onduleur à douze impulsions, utilise pour chaque bras de redresseur 44 thyristors en série ayant chacun une tension de blocage VRRM de 4,2 kV et un courant nominal ITAV de 3 790 A. Le nombre total de thyristors utilisés dans l'installation est de 1 056. Ils sont constitués d'une galette de 100 mm de diamètre, ce qui à l'époque de la construction en faisait les plus gros thyristors du monde.
Chaque convertisseur statique consiste en 3 tours de thyristors installées dans un hall. Chaque tour de thyristors contient une branche de redresseur à douze impulsions. Pour chaque branche de redresseur, des rangées de 4 modules de thyristors sont disposées en 2 étages. Entre ces étages de modules de thyristors sont placés une inductance de commutation un condensateur. Un élément de protection contre les surtensions (varistance) est placé en parallèle sur chaque bras de redresseur.
Chaque module de thyristors consiste en une mise en série de 11 thyristors, un circuit série résistance-condensateur est placé en parallèle sur chaque thyristor. L'énergie nécessaire à l'amorçage des thyristors est également prélevée à partir de ces circuits RC. Comme les thyristors et leur circuits électroniques d'amorçage sont portés à un potentiel de très haute tension, la transmission des impulsions d'amorçage depuis l'électronique de commande (au potentiel de la terre) est réalisée par des fibres optiques. Une deuxième vague de fibres optiques assure la transmission des informations venant des modules de thyristors jusqu'à l'électronique de commande principale (également au potentiel de le terre). Le système SIMATIC S5 (automate Siemens) est employé comme élément de contrôle-commande.
Les thyristors et les inductances de commutation placées en série sont refroidies à l'eau dé-ionisée circulant en circuit fermé. La chaleur dégagée est délivrée à un échangeur constitué d'un mélange d'eau et de glycol. La chaleur est ensuite transmise à l'environnement par des dissipateurs thermiques à évaporation.
La maintenance s'opère par échange de modules dédiés contre de nouveaux modules identiques, les modules défectueux sont examinés dans une salle d'inspection et de réparation. Pour cela une plateforme télescopique ascensionnelle et une grue sont installées dans le hall du convertisseur statique.

## Inductance de lissage
Une inductance de lissage de 85 mH (avec circuit magnétique) est placée côté est de l'usine, sa convection thermique est assurée par un bain d'huile haute tension. Elle est construite par la société ELIN.

## Filtre AC
Le filtrage AC est constitué de 4 filtres à résonance série disposés de chaque côté de l'usine. Chaque filtre est constitué d'un condensateur de 2 µF connecté en série avec une bobine à air aux bornes de laquelle est connectée en parallèle une résistance de 615 Ω. Un filtre de chaque côté de l'usine utilise une bobine de 41 mH tandis que l'autre utilise une bobine de 29 mH. Afin d'effectuer une compensation d'énergie réactive, chaque sortie de puissance est connectée à une batterie de condensateurs. Leurs valeurs est de 2 µF pour la sortie vers la Tchécoslovaquie et de 1 µF pour celle connectée à l'Autriche.

## Ligne à haute tension vers la République tchèque
La ligne HT de 102 km vers la sous-station de Slavětice en République tchèque est réalisée par une ligne mono-conducteur sous une tension de 380 kV. En Tchéquie, la ligne utilise deux conducteurs, tandis qu'en Autriche elle utilise trois conducteurs. La ligne coupe la frontière non loin de Kleinhaugsdorf.

## Arrêt
Après la synchronisation des réseaux électriques d'Europe de l'Est et de l'Ouest le 17 octobre 1995, cette installation est restée fonctionnelle jusqu'au 31 octobre 1996. Ce prolongement de fonctionnement est dû au fait, qu'au contraire de l'Allemagne, l'Autriche n'avait pas de ligne HT de 380 kV. Cependant, après l'installation de centrales assurant le réglage fréquentiel, la Pologne et la République tchèque ont pu être reliées directement sans passer par une liaison HVDC et cette installation fut arrêtée.